# Vinoř
Vinoř (en allemand Winor) est un quartier pragois situé dans le nord-est de la capitale tchèque, appartenant à l'arrondissement de Prague 9, d'une superficie de 599,8 hectares est un quartier de Prague. En 2018, la population était de 4 412 habitants. 
La ville est devenue une partie de Prague en 1974.

## Histoire
La première mention écrite de Vinoř date de 1088, lorsque le roi Vratislav II a donné  Vinoř au Chapitre de Vyšehrad. Cependant  Vinoř est beaucoup plus ancien. 
En 1890, il y avait 946 habitants et 102 maisons.
Le hameau Ctěnice lui appartenait.

## Monuments
Le plus ancien monument de Vinoř  est l'église baroque Povýšení sv. Kříže construite dans les années 1727-1728 par František Maxmilian Kaňka à l'endroit où se trouvait un monument roman. 
Le château de Vinoř a été également construit par František Maxmilian Kaňka.
Le château de Ctěnice est de l'époque baroque.